# 保加利亞武裝部隊
保加利亞武裝部隊代表保加利亞的軍隊。三軍統帥為保加利亞總統。軍區司令部仍然是由國防部和總參謀長所統領。由陸軍、空軍和海軍組成的。

## 架構

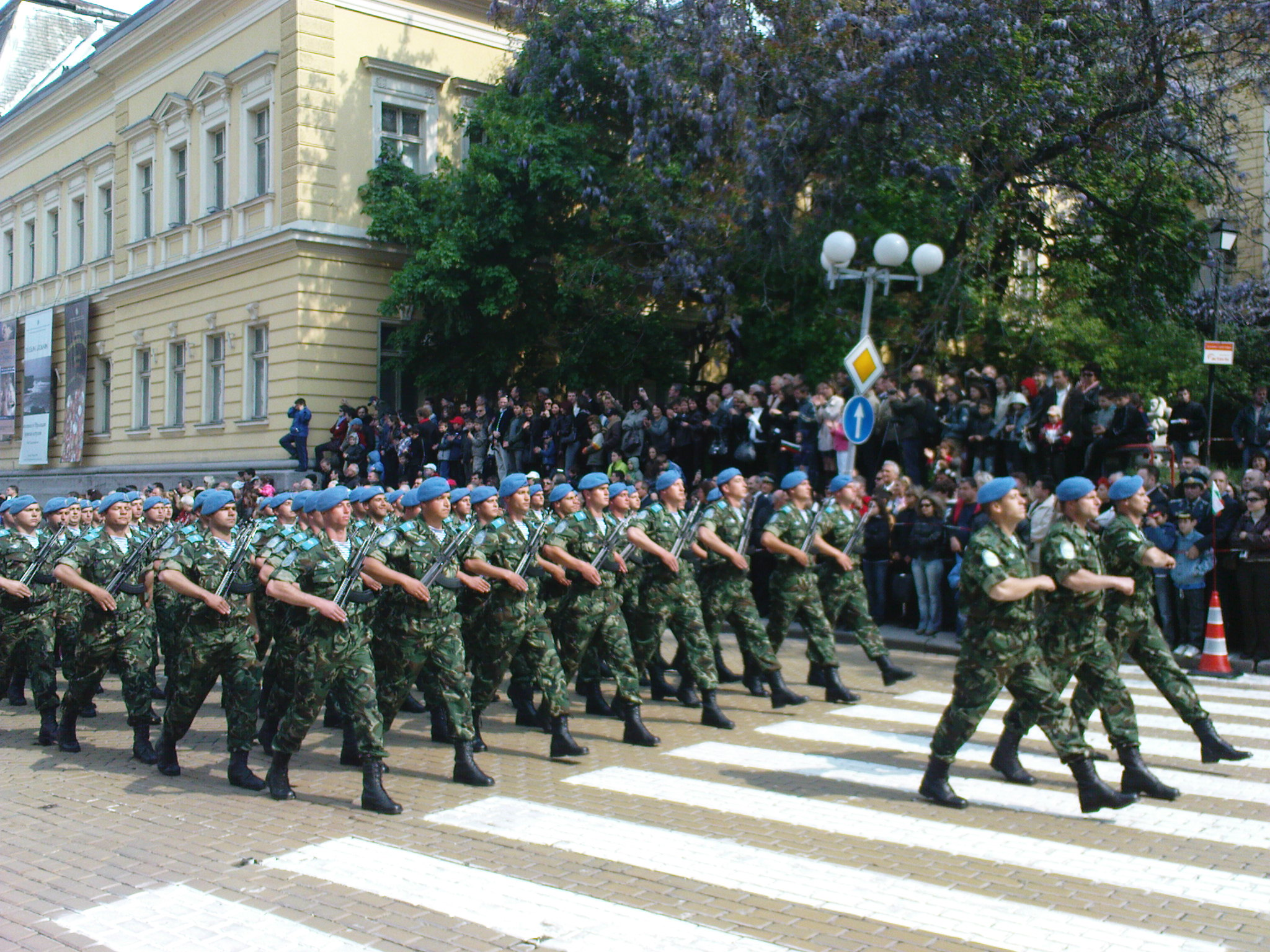
保加利亞陸軍
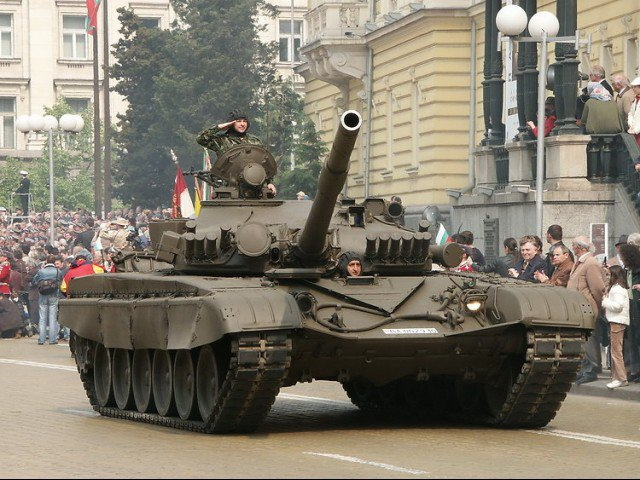
T-72 M2戰車
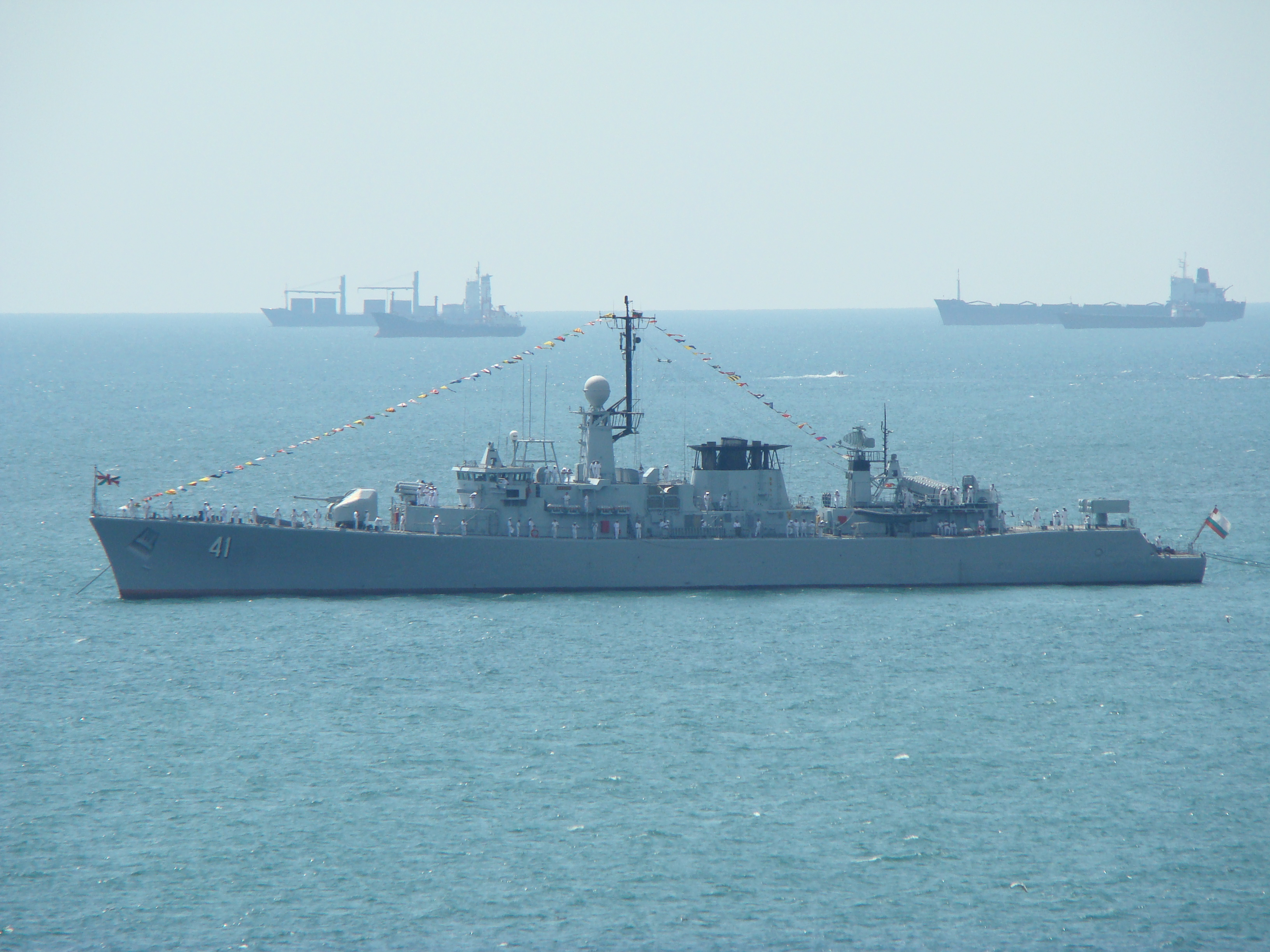
威武級巡防艦
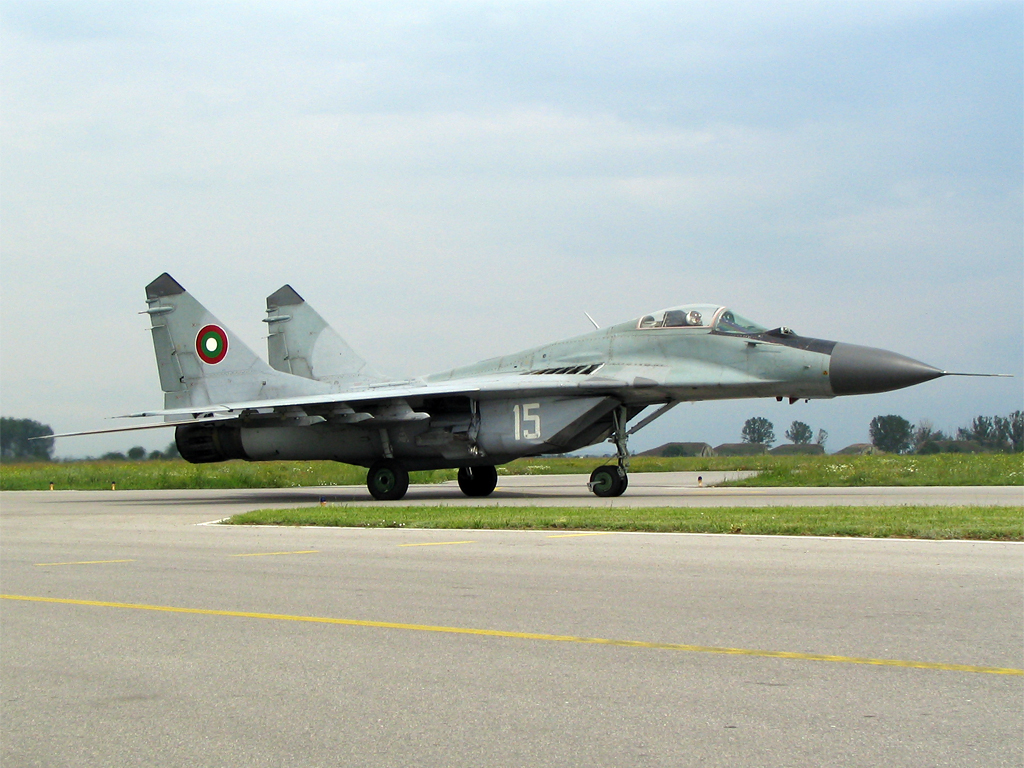
米格29
史崔克甲車
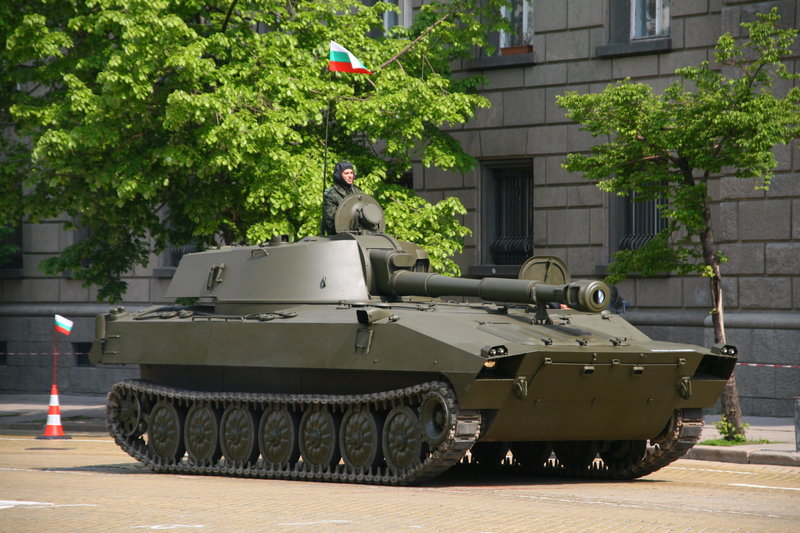
2S1自走砲
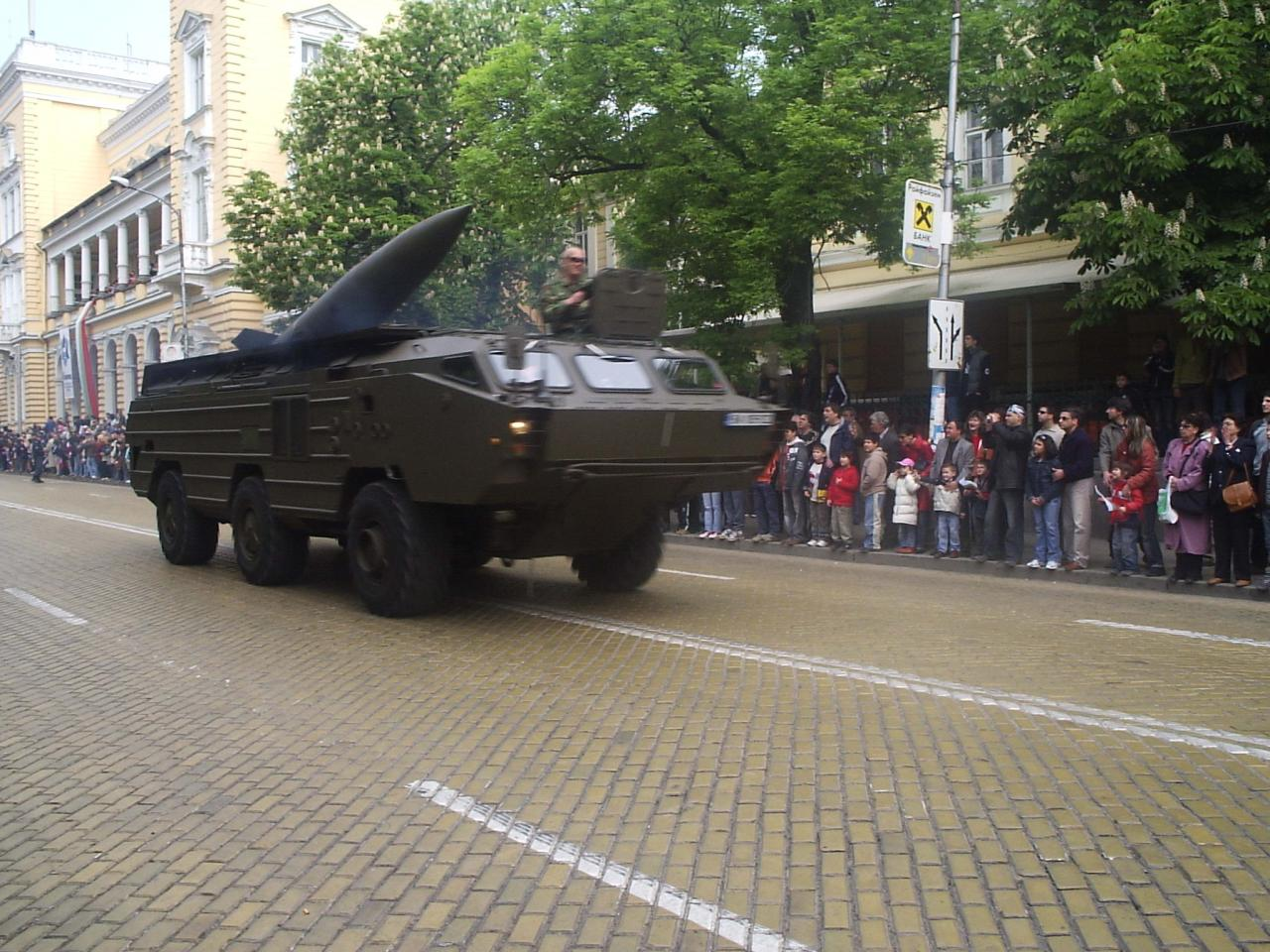
SS-21飛彈
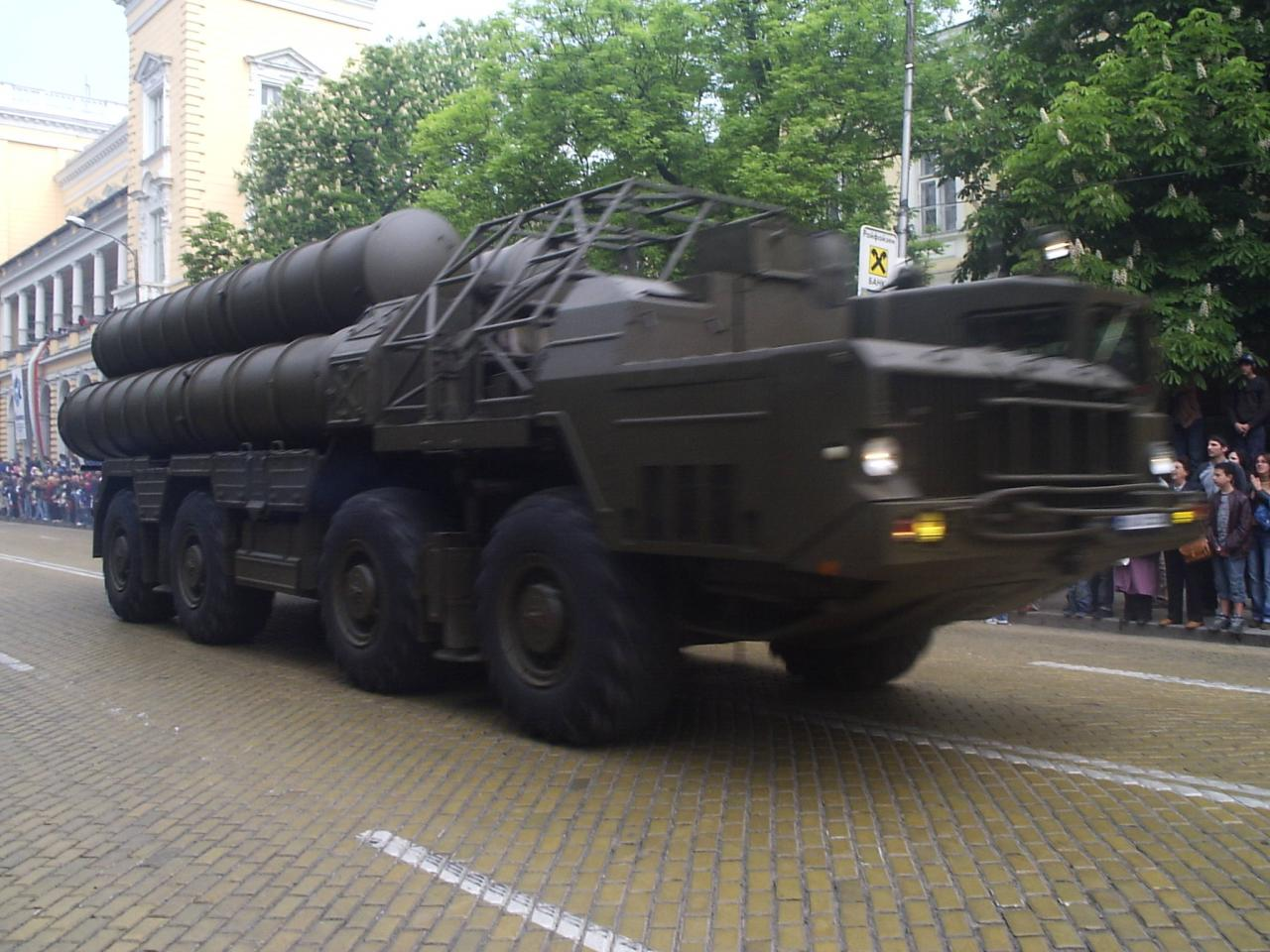
S-300飛彈

## 外部連結
- 保加利亞國防部（页面存档备份，存于）（英文）